# Роччелла, Фабрицио Карафа
Фабрицио Карафа (итал. Fabrizio Carafa; ок. 1555 — 6 сентября 1629, Неаполь), 1-й князь ди Роччелла — государственный деятель Неаполитанского королевства.

## Биография
Сын Джироламо Карафа, 2-го маркиза ди Кастельветере и 2-го графа ди Гроттерия, и Ливии Спинелли.
В конце 1570 года наследовал своему отцу в феодальных владениях дома Карафа делла Спина, одних из самых крупных в Калабрии (544 км2), доход с которых он увеличил с 4500 дукатов в год в 1574 году до 25 000 дукатов в 1600-м. 11 октября 1589 Фабрицио купил графство Кондоянни и баронии Бьянко, Каррери и Пентинии, а 1591 году основал город Фабриция недалеко от своей летней резиденции в Сидерно, в Сьерра-Калабре, заселив его своими вассалами из Кастельветере и Роччеллы.
24 марта 1594 Филипп II возвел Фабрицио в ранг князя Роччеллы. 19 сентября 1594 возглавил оборону территорий Роччеллы и Кастельветере, атакованных турками, и заставил противника вернуться на корабли.  
Осенью 1599 года князь арестовал и выдал властям доминиканского монаха Томмазо Кампанеллу, организовавшего антииспанский заговор и собиравшегося поднять восстание в Калабрии при поддержке турок, направивших к ионическому побережью тридцать галер и вспомогательных кораюлей.
В 1605 году купил графство Арпайя, в следующем году вошел в число шести дворян, по приказу Филиппа III сопровождавших вице-короля графа Лемоса в Рим на прием к папе. В том же году князь был назначен членом Коллатерального совета Неаполитанского королевства.
6 октября 1614 Карафа основал в Роччелле приорство Мальтийского ордена, которым поставил руководить своего сына Франческо. 
В 1621 году король пожаловал Фабрицио титул герцога Бруццано, а 16 августа 1622 года император возвел его в достоинство имперского князя и пфальцграфа за заслуги его сына Карло, апостольского нунция в Вене.
В конце 1624 года был пожалован Филиппом IV в рыцари ордена Золотого руна. Орденскую цепь получиил в Неаполе 1 июня 1625 из рук вице-короля герцога Альбы.
В 1628 году князь выкупил город и графство Гроттерию, проданные его дедом.

## Семья
Жена (1582): Джулия Тальявия д'Арагона (ум. 26.11.1621), дочь Карло д'Арагоны Тальявии, герцога ди Терранова и князя ди Кастельветрано, и Маргареты ди Вентимилья
Дети:
- Джироламо II (12.03.1583—22.10.1652), 2-й князь ди Роччелла, 4-й маркиз ди Кастельветере. Жена (1608): Диана Виттори (ум. 14.06.1649), дочь Орацио Виттори и Маргериты Боргезе
- Карло (1584—2.04.1644), епископ Аверсы (1616), папский легат
- Винченцо (р. 25.08.1585, ум. ребенком)
- Джованни Баттиста (р. ок. 1586, ум. ребенком)
- Франческо Винченцо (р. 18.10.1587, ум. ребенком)
- Франческо (17.08.1589—22.08.1632), мальтийский рыцарь (1608), приор Роччеллы (1614), генерал-капитан ордена
- Джакомо (13.03.1591—8.03.1605)
- Пьетро Винченцо (11.02.1592—1.04.1605), мальтийский рыцарь (1598)
- Винченцо II (16.09.1593 — после 13.12.1646), 1-й герцог ди Раппола 1623), 1-й герцог ди Бруццано (1646). Жена 1)      (25.02.1623): Ливия ди Сомма (ум. 20.01.1624), дочь Ферранте ди Соммы, 2-го маркиза ди Чирчелло, и Ипполиты ди Сомма; 2) (2.05.1625): Ипполита Стайти д'Арагона (ум. 17.04.1674), дочь Федерико Стайти д'Арагоны, 1-го маркиза ди Бранкалеоне
- Франческо Симоне (29.02.1596—22.03.1676), архиепископ Ачеренцы и Матеры (1638), архиепископ Мессины (1646)
- Изабелла (8.04.1597—?)
- Эмилия (17.06.1598—?). Муж (6.01.1619): Фабрицио Карафа, 4-й герцог Андрии